# Marcel Peyrouton
Bernard Marcel Peyrouton (Parigi, 2 luglio 1887 – Saint-Cloud, 6 novembre 1983) è stato un politico francese.

## Biografia
Negli anni trenta ha ricoperto diversi posti di alto funzionario nell'Africa del Nord. In particolare è stato Residente generale di Francia in Tunisia dal 1933 al 1936, e in tale veste ha represso in modo molto severo il movimento indipendentista locale. Venne sostituito dal governo di Léon Blum e inviato ambasciatore in Argentina.
Nel 1940 è di nuovo governatore della Tunisia, quindi ministro dell'Interno di Pétain. Appoggiò e applicò le leggi razziali antisemite del regime. Nel 1942 gli venne tolto l'incarico, perché inviso al primo ministro Pierre Laval e ai nazisti, e fu inviato di nuovo ambasciatore in Argentina.
Nel 1943, col beneplacito degli americani, fu nominato governatore generale dell'Algeria francese.
È stato quindi arrestato e processato dall'Alta Corte per la sua collaborazione con il regime di Vichy, ma assolto nel 1948.